# 尧山 (鲁山县)
尧山，曾用名石人山，位于河南省平顶山市鲁山县和南阳市南召县交界处，地处伏牛山东段。《水经注》中：“尧之末孙刘累，以龙食帝孔甲，孔甲又求之，不得。累惧而迁于鲁县，立尧祠于西山，谓之尧山。”即此山。

## 尧山风景区
堯山鎮的尧山风景区是中国重点风景名胜区和中国国家5A级旅游景区。从鲁山县城驱车进尧山镇约一个半小时左右，公路途中有淮河支流——沙河，并有多处温泉,如上汤和下汤，并有昭平台水库调节季节水资源。
专家称尧山兼具“华山之险、峨嵋之峻、张家界之美、黄山之秀”，尧山中分布着各种奇峰怪石。